# إيرنيستو ميلو أنتونيس
إيرنيستو ميلو أنتونيس (بالبرتغالية: Ernesto Melo Antunes‏) هو ضابط وسياسي برتغالي، ولد في 2 أكتوبر 1933 في لشبونة في البرتغال، وتوفي في 10 أغسطس 1999 في شنترة في البرتغال. حزبياً، نشط في الحزب الاشتراكي (البرتغال).

## روابط خارجية
- إيرنيستو ميلو أنتونيس على موقع مونزينجر (الألمانية)